# Pułapka (film 2005)
Pułapka (ang. Hard Candy) – amerykański thriller psychologiczny z 2005 roku w reżyserii Davida Slade'a. Zdjęcia kręcono w Los Angeles.
Film o czternastoletniej dziewczynie, która poprzez sieć flirtuje z mężczyznami i postanawia spotkać się z jednym ze swoich internetowych rozmówców. Oryginalny tytuł filmu w internetowym slangu oznacza nieletnią, atrakcyjną dziewczynę.

## Fabuła
Akcja filmu rozpoczyna się, gdy czternastoletnia Hayley Stark rozmawia na czacie z Geoffem Kohlverem, dwukrotnie od niej starszym fotografem będącym prawdopodobnie pedofilem. Po długich rozmowach postanawiają się oboje spotkać w kawiarni. Po krótkiej rozmowie idą do mieszkania Geoffa.
W domu mężczyzna podaje dwie szklanki wody. Dziewczyna jednak, tłumaczy się, że nigdy nie pije tego, czego sama nie sporządzi. Postanowiła podać screwdrivera. Gdy oboje piją, dziewczyna prosi Geoffa, aby zrobił jej kilka zdjęć. Pomimo dezorientacji i złego samopoczucia mężczyzna zgadza się. Hayley prowokacyjnie pozuje do zdjęć. Geoff nagle zemdlał. Obudził się przywiązany do krzesła.
Hayley przeszukuje mieszkanie Geoffa i znajduje broń. W tym czasie mężczyzna próbuje uciec. Dziewczyna udaremnia ucieczkę i zakłada mu plastikowy worek na głowę. Budzi się on tym razem przywiązany do stołu. Dodatkowo ma worek lodu na genitaliach. Hayley torturuje Geoffa, pozorując jego kastrację.
Gdy Geoff zdaje sobie sprawę z tego, że nic mu się nie stało, próbuje zabić dziewczynę. Ona jednak zaczaja się w łazience i atakuje go paralizatorem. Mężczyzna odzyskuje przytomność, mając sznur na szyi, z którego jednak się uwalnia. Dziewczynka ucieka. On zaczyna wspominać sobie wszystkie swoje ofiary. Udaje się na dach. Tam okazuje się, że Hayley zadzwoniła po Janelle – ukochaną Geoffa. Po jej przyjeździe mężczyzna się wiesza, a dziewczynka ucieka, zostawiając wszelkie dowody na pedofilię Geoffa.

## Obsada
- Patrick Wilson – Geoff Kohlver
- Elliot Page – Hayley Stark
- Sandra Oh – Judy Tokuda
- Odessa Rae – Janelle Rogers
- Gilbert John – urzędnik z Nighthawks